# Geositta tenuirostris
Mineiro-de-bico-comprido ou curriqueiro-de-bico-comprido (Geositta tenuirostris) é uma espécie de ave da família Furnariidae.
Pode ser encontrada nos seguintes países: Argentina, Bolívia, Chile, Equador e Peru.
Os seus habitats naturais são: campos rupestres subtropicais ou tropicais e pastagens.